# Kirke Skensved Sogn
Kirke Skensved Sogn er et sogn i Greve-Solrød Provsti (Roskilde Stift).
I 1800-tallet var Kirke Skensved Sogn anneks til Jersie Sogn. Begge sogne hørte til Tune Herred i Roskilde Amt. Jersie-Skensved sognekommune blev ved kommunalreformen i 1970 indlemmet i Solrød Kommune.
I Kirke Skensved Sogn ligger Kirke Skensved Kirke.
I sognet findes følgende autoriserede stednavne:
- Kirke Skensved (bebyggelse, ejerlav)
- Navrbjerg (bebyggelse)